# Familie Neumann
Familie Neumann ("La famiglia Neumann") o Neumanns Geschichten ("Storie dei Neumann") è una serie televisiva ideata da Wolfgang Luderer e trasmessa dal 1984 al 1986 dall'emittente dell'ex-Germania Est DDR1. NFP. Protagonisti della serie sono Herbert Köfer, Irma Münch, Marijam Agischewa, Torsten Rennert e Steffi Spira.
La serie, che è basata sulla serie radiofonica Neumann, consta di 2 stagioni, per un totale di 31 episodi, della durata di 30 minuti ciascuno. Il primo episodio, intitolato Trautes Heim, fu trasmesso in prima visione il 24 agosto 1984.
Nella seconda stagione, il titolo della serie venne cambiato da Familie Neumann in Neumanns Geschichten.

## Trama
Hans Neumann, dopo aver cambiato lavoro, si trasferisce con la propria famiglia, composta, oltre che da lui, dalla moglie Marianne e dai figli Brigitte e Jan, in un nuovo appartamento.

## Episodi
| Stagione         | Puntate | Prima TV Germania Est | Prima TV Italia |
| ---------------- | ------- | --------------------- | --------------- |
| Prima stagione   | 15      | 1984                  | inedita         |
| Seconda stagione | 16      |                       | inedita         |